# Chalumeau
Chalumeauen (fra græsk: κάλαμος, kalamos betydende "rørblad") er et træblæseinstrument fra den sene barok og tidlige klassiske periode. Den minder meget om en blokfløjte men har et mundstykke som en klarinet. Den bruges nogen gange i musikundervisning af begynderklarinetter.